# Deep Freeze (phần mềm)
Deep Freeze, sản xuất bởi Faronics, là một ứng dụng dành cho các hệ điều hành Microsoft Windows, Mac OS X, và SUSE Linux cho phép quản trị viên hệ thống bảo vệ phần cốt lõi của hệ điều hành và các tập tin cấu hình trên một máy trạm làm việc hoặc máy chủ bằng cách hồi phục một máy tính trở lại trạng thái gốc của nó mỗi lần máy tính khởi động lại.

## Hoạt động
Deep Freeze là một trình điều khiển thiết bị ảo (VxD Virtual Device Driver) chạy ở cấp độ nhân của hệ điều hành (kernel-mode) bảo vệ ổ cứng một cách toàn vẹn bằng cách điều hướng mọi thông tin được ghi xuống đĩa cứng hoặc các phân vùng, giữ cho mọi dữ liệu gốc nguyên trạng. Thông tin bị điều hướng này không còn được tham chiếu nữa một khi máy tính khởi động lại, theo cách đó hồi phục hệ thống về trạng thái nguyên thủy của nó ở cấp độ sector (giữ nguyên vẹn đến từng cung từ trên đĩa). Điều này cho phép người dùng tạo ra các thay đổi 'ảo' vào hệ thống, cho họ thấy sự biểu hiện rằng họ có thể chỉnh sửa các tập tin quan trọng thậm chí là xóa chúng, và khiến hệ thống không thể dùng được nữa bởi chính họ, nhưng mỗi lần tái khởi động trạng thái 'đóng băng' nguyên thủy đã được cấu hình của hệ điều hành lại được hồi phục.
Để tạo các thay đổi hữu hiệu, một quản trị hệ thống phải 'làm tan băng' cho phân vùng đã được bảo vệ bằng cách vô hiệu hóa Deep Freeze, thực hiện các thay đổi cần thiết, và rồi 'đóng băng' nó lần nữa bằng cách tái kích hoạt Deep Freeze. Những thay đổi này trở thành một phần của phân vùng được bảo vệ và sẽ được bảo dưỡng từ lần khởi động tiếp theo. 'Đóng băng' và 'làm tan băng' có thể thực hiện được ở cấp độ máy trạm hoặc từ xa bởi bảng điều khiển Deep Freeze Enterprise.
Deep Freeze cũng có thể bảo vệ máy tính khỏi các phần mềm có hại vì nó cũng tự xóa hết các thay đổi và các tập tin được tải xuống trong phiên làm việc trước đó.

## Giới hạn và vấn đề bảo mật
Deep Freeze chỉ bảo vệ máy trạm trong một phiên "khởi động sạch". Có nghĩa là, Deep Freeze thường trực phòng chống sự xáo trộn với việc bảo vệ ổ đĩa, phân vùng thông qua việc tái khởi động, nhưng hành vi của người dùng giữa các lần khởi động không bị giới hạn bởi chương trình. Ví dụ như, Deep Freeze không cấm cài đặt ứng dụng; một người dùng có thể cài đặt một bản đã bị sửa đổi của một trình duyệt (mà dường như vô hại đối với những người không biết) được thiết kế để bí mật gửi mật khẩu cá nhân tới một máy chủ nằm trên mạng. Như một cách phòng vệ, Deep Freeze có thể được cấu hình để tự khởi động lại sau khi người dùng đăng xuất, tắt sau một khoảng thời gian không hoạt động được chọn trước, hoặc khởi động/tắt theo giờ trong một nỗ lực để bảo đảm không có gì lạ bị lưu lại (vì khởi động lại hệ thống sẽ trở lại trạng thái gốc an toàn).
Deep Freeze không thể bảo vệ hệ điều hành và ổ đĩa cứng mà nó được cài đặt nếu máy tính khởi động từ thiết bị khác (như ổ đĩa cứng ngoài, thiết bị USB, các loại đĩa quang, hoặc máy chủ trong mạng), hoặc ở nơi mà tổng dung lượng ổ đĩa của hệ thống vượt quá 2 TBs. Trong các trường hợp đó, một người dùng có thể truy cập thực sự vào các dữ liệu ở hệ thống (được coi là) đã đóng băng. Trên một máy tính cài Windows, viễn cảnh này có thể tránh khỏi bằng cách thiết lập CMOS trên máy trạm chỉ cho phép khởi động từ đĩa cứng rồi đặt mật khẩu bảo vệ CMOS. Đây là sự phòng xa bình thường cho tất cả các máy tính công cộng.